# Dominikanerkloster St. Johannis (Hamburg)

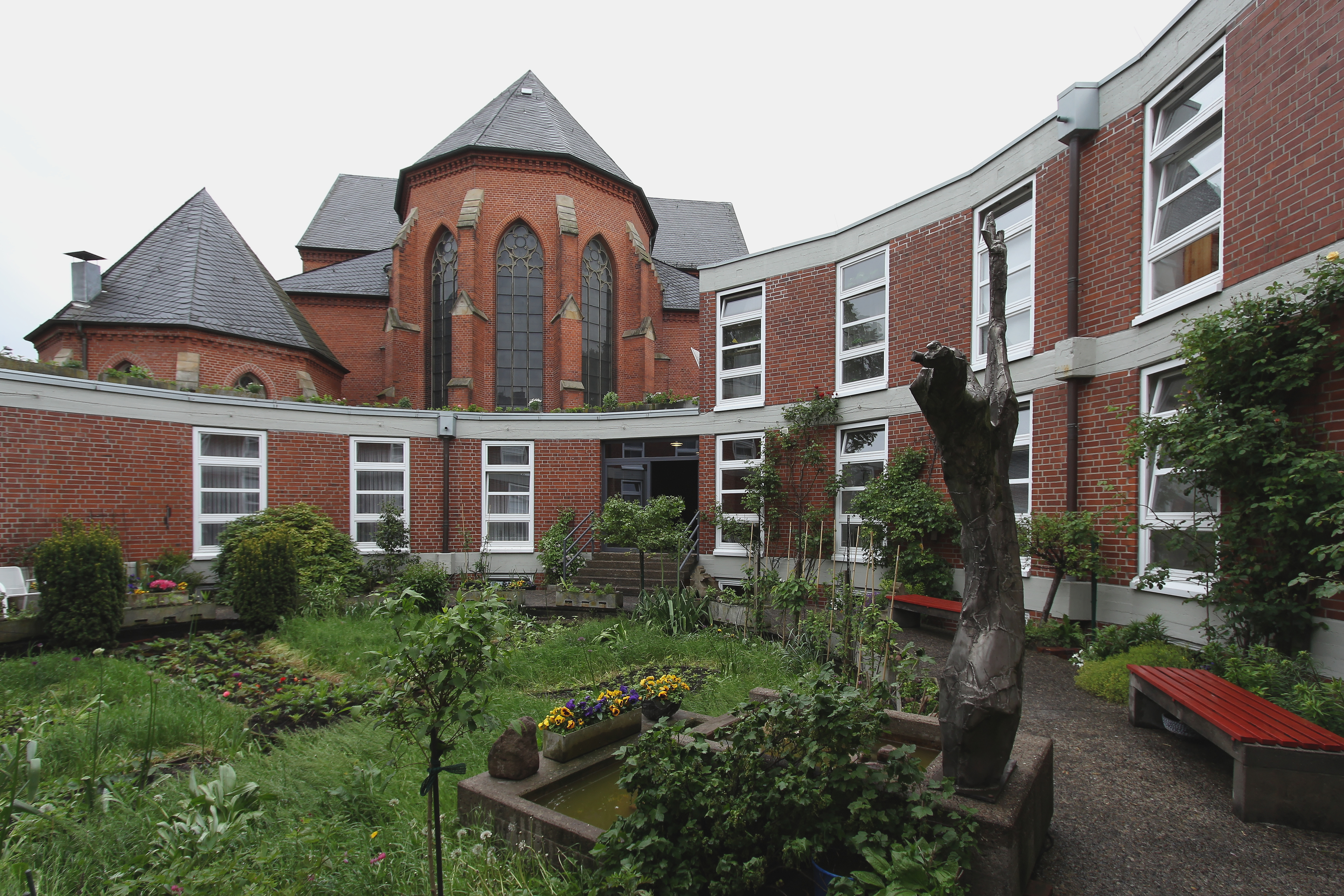
Innenhof des Klosters, im Hintergrund der Chor von St. Sophien

Das Dominikanerkloster St. Johannis befindet sich in Hamburg-Barmbek-Süd auf dem Gelände an der Ecke Weidestraße / Elsastraße unmittelbar neben der Kirche St. Sophien. Es ist wie sein Vorgänger den beiden Heiligen Johannes dem Täufer und Johannes dem Evangelisten geweiht.

## Vorgänger

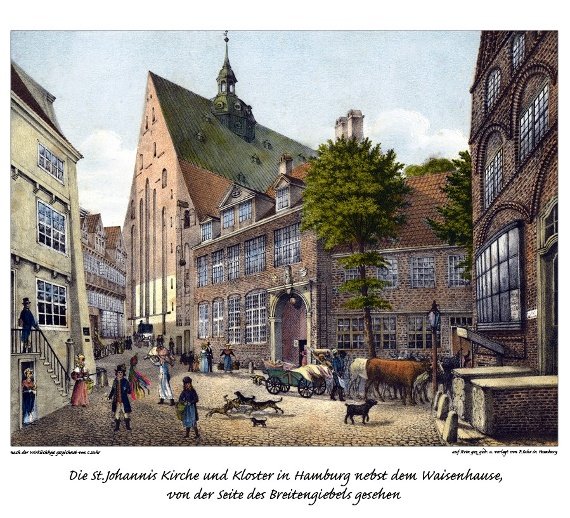
Das alte Johanniskloster in der Hamburger Innenstadt um 1825

Der mittelalterliche Vorgänger des Klosters wurde um 1236 gegründet und auf dem Gelände des heutigen Rathausmarktes erbaut. Nach einem Brand 1314 musste er vollständig neu errichtet werden. Für das 16. Jahrhundert sind 41 Mönche und 13 Novizen belegt. Nach der Einführung der Reformation wurden alle katholischen Klöster in Hamburg 1529 durch Ratsbeschluss aufgehoben. Das Klostergebäude nutzten danach zunächst die Gelehrtenschule des Johanneums und Nonnen des ehemaligen Klosters Herwardeshude, ab 1613 zusätzlich das neugegründete Akademische Gymnasium. Die Klosterkirche mit dem Thomas-Altar von Meister Francke aus dem 15. Jahrhundert diente auch nach der Aufhebung des Klosters noch bis zur Hamburger Franzosenzeit als evangelisches Gotteshaus. Danach wurde die Kirche zeitweise als Lagerraum, als Turnboden der Hamburger Turnerschaft von 1816 und Exerzierplatz des Hamburger Bürgermilitärs genutzt und schließlich 1829 abgerissen. Die übrigen Klostergebäude wurden 1840/41 abgetragen, nachdem das Damenstift in einen Neubau am Klosterwall und die Bildungsanstalten in das neue Johanneum am Speersort umgezogen waren. 

## Geschichte
Seit 1962 ist der Dominikanerorden wieder in Hamburg vertreten. Durch die Lage Hamburgs in der katholischen Diaspora suchte die katholische Kirche für das geplante Kloster den Anschluss an eine bestehende Pfarrei. Die Wahl fiel auf St. Sophien in Barmbek, da hier ein ausreichend großes Grundstück in recht zentraler Lage vorhanden war.
1966 weihte Bischof Johannes von Rudloff das Kloster mit einem Pontifikalamt und übergab es an die ersten sechs Dominikaner.
Die Ordensleute betreiben die Pfarrarbeit der Gemeinde St. Sophien und übernehmen auch Predigten an anderen katholischen Gemeinden in Hamburg. Ein wichtiger Schwerpunkt ist theologische Bildungsarbeit und Lebensberatung.

## Gebäude
Das Kloster ist baulich mit dem Chor der Kirche verbunden. Der polygonale, ringförmige Bau mit seinen Backsteinfassaden und brutalistisch beeinflussten Traufkanten wurde 1964 bis 1966 durch die Architekten Rau, Bunsmann und Scharf errichtet. Hier gelang eine gute Verbindung zwischen traditioneller und moderner Architektur. Der Bau gestaltete sich schwieriger als erwartet, da ein am Rande des Grundstückes liegender Tiefbunker nicht verändert oder beschädigt werden durfte.
Das maximal dreigeschossige Gebäude wirkt von außen eher schlicht. Da der nahezu fensterlose Kreuzgang im Inneren entlang der Außenseite das Gebäude umläuft, orientieren sich fast alle Räume zum Innenhof. Dieser ist zur Apsis der Kirche hin geöffnet und nimmt auch die Funktion eines Klostergartens wahr. Nur der Eingangsbereich und der über zwei Ebenen reichende Veranstaltungssaal zeigen nach außen größere Fensterflächen.
Erdgeschoss und Tiefparterre umfassen die verschiedenen Räume für die Arbeit des Klosters wie Gastzimmer, Gemeinschaftsräume, Speiseräume, Sprechzimmer, Räume der Pfarrei und Bibliothek. (Anmerkung: Die Klosterbibliothek gehört als wissenschaftliche Bibliothek der Arbeitsgemeinschaft Katholisch-Theologischer Bibliotheken (AKThB) an.) Im oberen Stockwerk befinden sich die von der Öffentlichkeit abgetrennten Wohnräume für 13 Ordensbrüder. Die Klosterkapelle bildet einen fünfeckigen nach Nordosten ausgerichteten Anbau und ist über das Treppenhaus mit den anderen Räumen verbunden.

## Künstlerische Ausgestaltung
Das Kloster verfügt über zwei Stücke von Hermann Stehr, er gestaltete die Aluminiumverzierung der Eingangstür sowie die Plastik Große Predigt I im Innenhof als Verweis auf die zentrale Aufgabe von Konvent und Gemeinde. Im Vorraum des Refektoriums und in den Gemeinschaftsräumen gibt es mehrere Bilder, bemerkenswert ist eine Kreuzigungsdarstellung des Malers Karl Goris, eine Darstellung des Dominikus von Gerd Winner, ein Bild der Kirche St. Sophien von Albert Reck und ein Ölgemälde der alten Johanniskirche von Jes Bundsen.
Die durch ein Dachfenster beleuchtete Kapelle wird beherrscht durch den von Rudolf Krüger modern gestalteten Altar, der Motive aus der Offenbarung des Johannes verarbeitet. In der Kapelle selber hängt ein Gemälde aus dem 18. Jahrhundert von Johann Christoph Achert, das Dominikus und Katharina von Siena zeigt. In der Nähe des Eingangs zur Kapelle hängt eine modern mexikanisch beeinflusste Darstellung der Madonna mit Kind der indianischen Künstlerin Nan Cuz.
An zentraler Stelle im Treppenhaus vor der Kapelle findet sich ein Wandgemälde mit einem Auszug aus der Konstitution des Dominikanerordens. Der Text in pace continui, in studio assidui, in praedicatione ferventes soll die Brüder an die Aufforderung erinnern, sie sollen „beständig im Frieden, mit Geduld beim Studium und mit Begeisterung bei der Predigt“ sein.

## Organisation und Klosterleben
Der Konvent in Hamburg gehört zur Ordensprovinz des Heiligen Albert, die Deutschland und Österreich umfasst. Den Prior bestimmen alle Ordensbrüder des Konventes per Wahl für jeweils drei Jahre.
Die Dominikaner sind tätig in der Gemeindepastoral, der Bildungsarbeit, der Hochschulseelsorge und sie betreuen die Ghanaische Gemeinde. Der Tagesablauf wird bestimmt durch die gemeinsamen Gebetszeiten, die zweimal täglich in der Kirche Sankt Sophien gefeierte Heilige Messe und die gemeinsamen Mahlzeiten.
Die Predigerbrüder verzichten auf Besitz und bleiben nicht fest an einem Ort. Sie werden immer wieder in andere Gemeinschaften der Dominikaner versetzt. Ihre eigenen Zimmer liegen im Klausurbereich. Sie sind einfach und nur den Ordensangehörigen zugänglich. Die geistliche Gemeinschaft der Brüder bedeutet, das Leben miteinander zu teilen, an Gottesdiensten und dem Stundengebet teilzunehmen. Der Konvent hat auch ein gemeinsames Wohnzimmer.

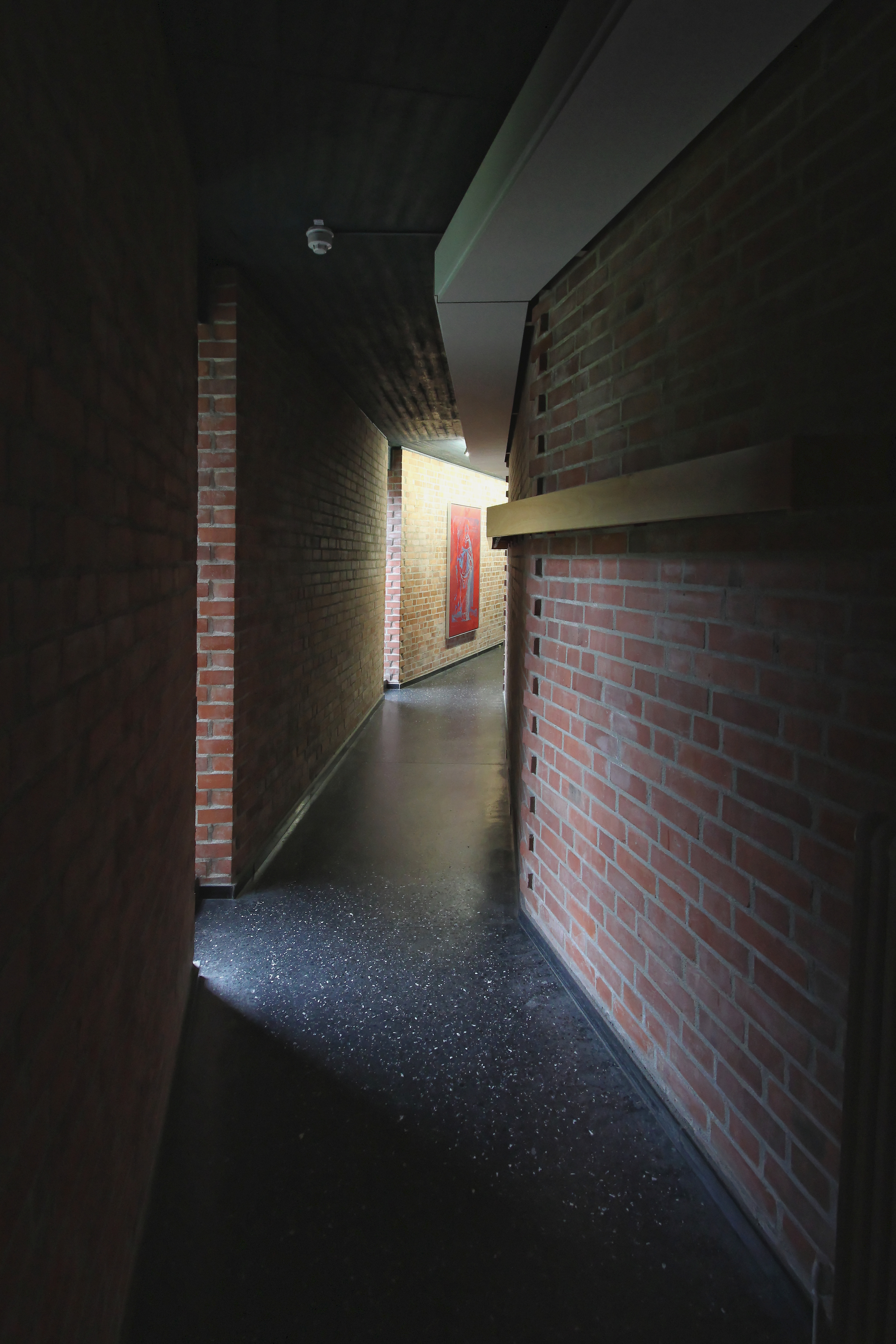
Kreuzgang
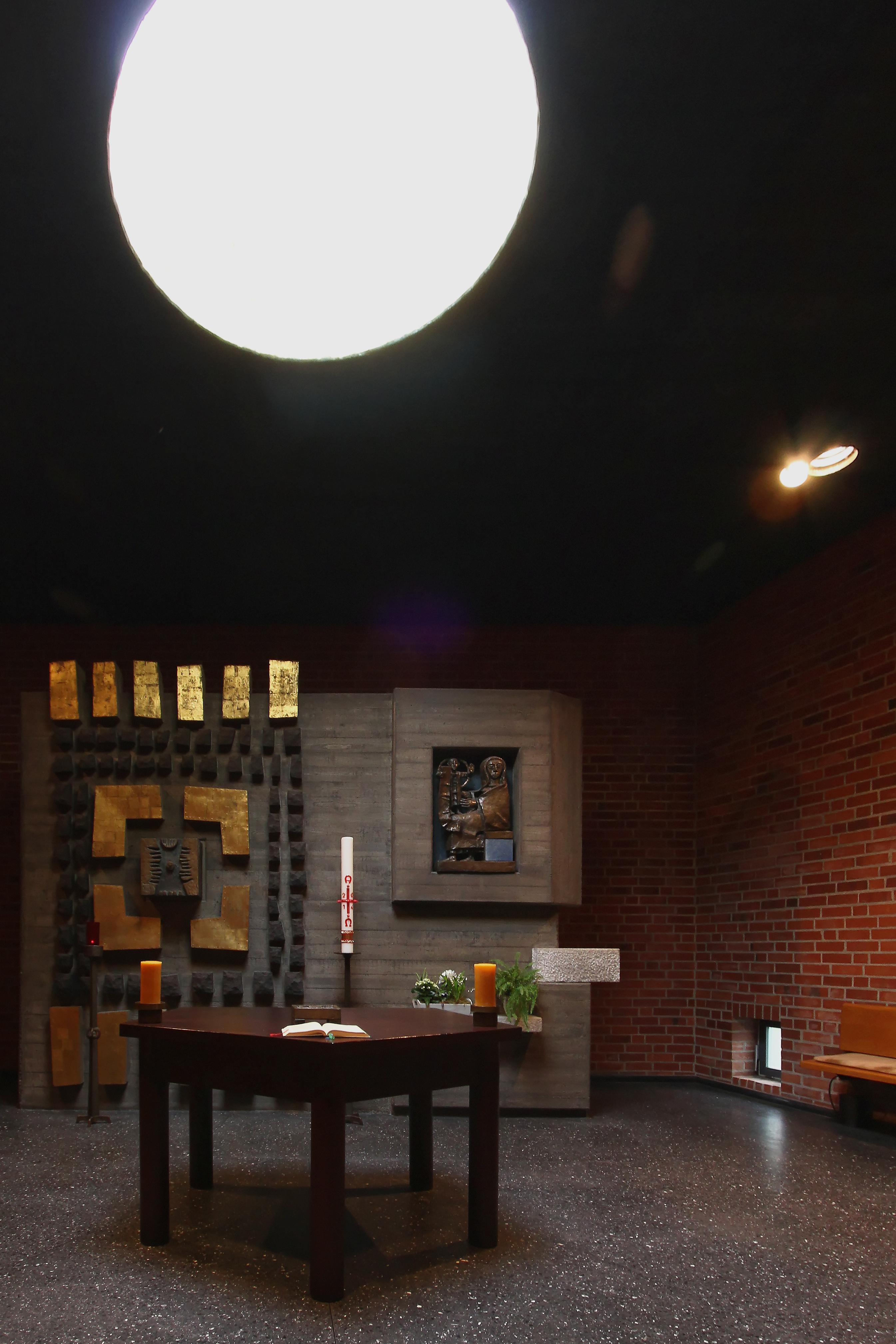
Kapelle
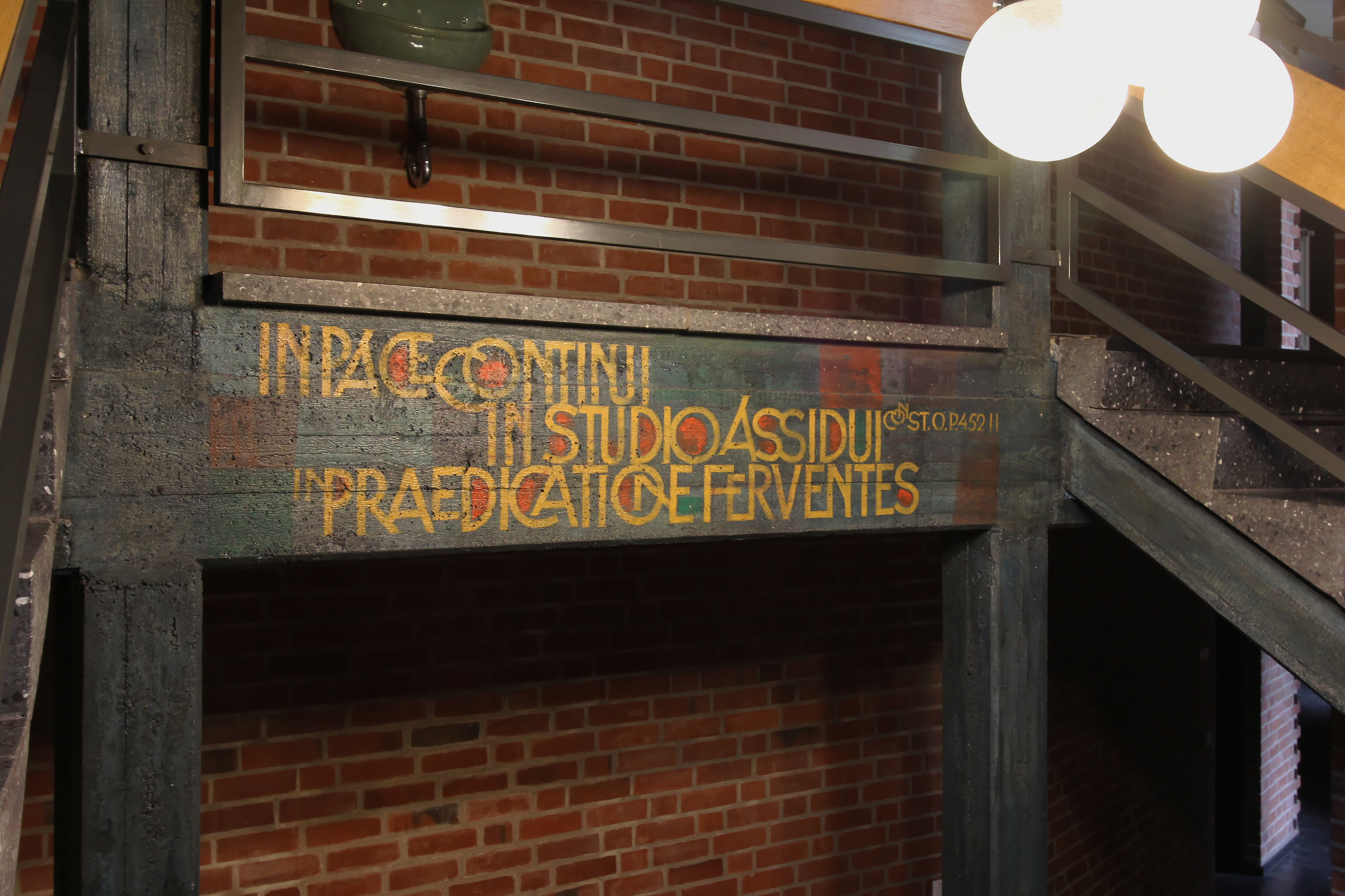
Ordenskonstitution im Treppenhaus
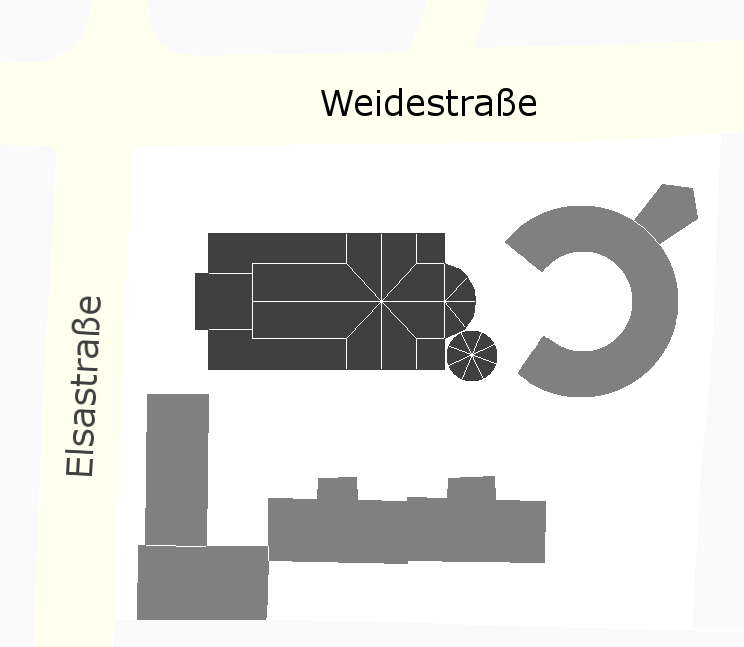
Lageplan